# Pichlberg (Trabitz)
Pichlberg ist ein Dorf in der Oberpfalz. Es ist ein Ortsteil von Trabitz im Landkreis Neustadt an der Waldnaab in Bayern.

## Lage
Das Kirchdorf liegt auf freier Flur, ca. 2,5 km südlich des Kernortes Trabitz.

## Geschichte
Größter Grundherr in Pichlberg war bis zur Säkularisation in Bayern 1803 das Prämonstratenserkloster Speinshart. 1808/10 wurde der Steuerdistrikt Pichlberg gebildet. Die politische Gemeinde Pichlberg wurde 1818 durch das Gemeindeedikt in Bayern errichtet. Sie bestand bis zur Gemeindegebietsreform der 1970er neben dem Hauptort aus den Ortsteilen Hammermühle, Schmierhütte und Zettlitz.
Am 1. Juli 1972 wurde die Gemeinde aufgelöst und Pichlberg in die Gemeinde Preißach eingegliedert, die 1978 in Trabitz umbenannt wurde. Hammermühle und Schmierhütte kamen zu Eschenbach in der Oberpfalz, Zettlitz zu Speinshart.